# Yusif Samedoghlu
Yusif Samedoghlu (en azéri : Yusif Səmədoğlu), pseudonyme de Yusif Vekilov, né le 25 décembre 1935 à Bakou et mort le 17 août 1998 dans la même ville), est écrivain et scénariste azerbaïdjanais. 
Il est le fils du poète Samed Vurgun.